# (2915) Moskvina
(2915) Moskvina est un astéroïde de la ceinture principale.

## Description
(2915) Moskvina est un astéroïde de la ceinture principale. Il fut découvert le 22 août 1977 à Naoutchnyï par Nikolaï Tchernykh. Il présente une orbite caractérisée par un demi-grand axe de 2,56 UA, une excentricité de 0,19 et une inclinaison de 13,2° par rapport à l'écliptique.

## Compléments